# 宮本幸一
宮本 幸一（みやもと こういち、1949年11月4日 - ）は、日本のラジオディレクター、ラジオプロデューサー。ニッポン放送 元専務取締役。

## 来歴
1949年11月4日、出生
1972年3月、東京理科大学工学部を卒業
1972年4月、ニッポン放送に入社
1972年4月、放送技術部に配属
1975年4月、制作部に配属
1992年7月、編成局長に就任
1997年6月、取締役に就任
2001年6月、常務取締役に就任
2010年6月、専務取締役に就任
2015年6月、専務取締役を退任
2015年6月、ニッポン放送プロジェクト代表取締役社長に就任
2018年6月、ニッポン放送プロジェクト取締役相談役に就任
2019年7月、取締役相談役を退任

## 人物
父が電気関係の会社を経営していたことから、宮本は幼少期から電気界隈に強く、大学受験にも活かされている。少年時代はアメリカン・ポップスが好きで、小学5年生頃にラジオを聴き始め、ラジオと音楽は生活の一部だったという。野沢那智と白石冬美（那智チャコ）の『パックインミュージック』（TBSラジオ）で二人がしきりに「熊沢さん」（熊沢敦）とディレクターを話題にしているのを聴き、「ディレクターって面白そうだな」と思い、就職活動時に目指すようになる。
入社試験を受け始めた1971年、テレビは日本教育テレビ（現・テレビ朝日）以外は新入社員の募集が無く、ラジオ一択の状態になり、ニッポン放送と文化放送で社員募集があり『フレッシュイン東芝 ヤング・ヤング・ヤング』『ザ・パンチ・パンチ・パンチ』のリスナーだったことから、ニッポン放送を受けることにした。
入社試験では、理系大卒であるため放送技術職しか受けられなかったが、「入っちゃえば何とかなる」と前向きに捉えて受験。高倍率をくぐり抜けニッポン放送に入社した。
入社後に配属された部署は放送技術だったが、ディレクターを目指していたため、年に1度の身上調査や外国人アーティストのコンサートがあるたびに制作部フロアに遊びに行っては「制作に行きたい」とアピールし続け、長年の想いを直談判した。
1975年、念願の制作部への異動が叶う。直属の上司である上野修や亀渕昭信らの下で、萩本欽一、タモリ、笑福亭鶴光、沢田研二、せんだみつお、中島みゆき、イルカ、山口百恵、松田聖子、原田知世など多くの人気番組を作り、ディレクターとして頭角を表した。
1979年11月、番組『ザ・パンチ・パンチ・パンチ』のオーディションに参加した松田聖子を見た宮本は、30人のトークを聴いた中で「頭の回転が早い、無類に明るい、声が湿っていた、声質が色気とも少し違ってキュートでダントツである」と判断し「グランプリは彼女しかない」と決めたが、スポンサーの平凡パンチは「スレンダーなのでグラビア映えしない」としてノーを出した。宮本はこれに納得がいかず、平凡パンチの担当部長と編集長に対し一歩も引かず、粘り強く説得を続けてグランプリに松田聖子が選ばれ、翌1980年1月から『ザ・パンチ・パンチ・パンチ』へのレギュラー出演を決めさせた経緯がある。この番組をきっかけに勢いをつけた松田聖子は、ヒット曲を連発し、キャンペーン、コンサート、テレビ、ラジオ、映画など活躍することとなった。後に松田聖子は、自身を発掘し育ててくれたCBSソニーの若松宗雄、事務所社長の相澤秀禎と共に、宮本を恩人のひとりだと語っている。
『笑福亭鶴光のオールナイトニッポン』の二代目ディレクターに就任し、同時間帯の番組占有率を90％まで上げて他局を圧倒した。世を席巻した「なんちゃっておじさん」は、担当したタモリ、笑福亭鶴光それぞれのオールナイトニッポン内のコーナーで競わせ、各メディアを巻き込み大ブームを起こすなど、仕掛人としても知られている。
せんだみつおのラジオ番組に自作のパロディドラマの脚本を送って業界に入ってきた高校生の秋元康を、同じ歳で高校生だった山口百恵の番組の放送作家に起用した。三浦友和との結婚による芸能界引退時のラストコンサートや最後となるラジオ番組も、宮本が取り仕切っている。
他局に先行されていた夜の時間帯に、ブレイク前の三宅裕司を帯のパーソナリティで起用し聴取率をトップにするなど、多くの放送作家やタレントを世に送り出した。

## 芸能人等との確執
上記の功績の反面、時に高圧的な言動が災いし、トラブルメーカーとしてこれまで幾多のスタッフや芸能人との確執も報じられている。

### 伊集院光との確執
伊集院光は、宮本と森谷和郎との確執が原因でニッポン放送と決別したと述べている。初対面の時に泥酔状態の宮本は、伊集院の挨拶を遮りながら頭を乱暴に掴んで「売れる匂いが全くしねぇ」と吐き捨てて去った。このことから、互いに確執が始まる。
2014年にニッポン放送開局60周年記念番組へ出演した際、鉢合わせた宮本から「この項の内容はデマである」としてウィキペディアからの削除を要求されたが、伊集院は「デマではない」と断言している。
2019年5月18日放送の『ゴッドアフタヌーン アッコのいいかげんに1000回』で伊集院がゲスト出演した際には、名前は伏せつつも「出演後に上柳昌彦の仲介で再会するとネット上のデマを訂正しろと言われて揉めた」「当時はトラブルメーカーでいろんな人と喧嘩していた」と言うと、和田アキ子も「さんまもそうだった」と語った。
2023年3月24日、『春風亭一之輔 あなたとハッピー！』にゲスト出演した際には、「ニッポン放送でデビューしてからずっと途切れずに宮本さんとは親友みたいに仲良く」と皮肉交じりに語っている。
後述の明石家さんまと同様、宮本が局を離れた事を契機としてニッポン放送出演を解禁。2025年現在では帯番組も担当している。

### とんねるずとの確執
2018年3月1日に放送されたラジオ番組『ナインティナイン岡村隆史のオールナイトニッポン』に石橋貴明がゲスト出演した際、『とんねるずのオールナイトニッポン』を降板したのは宮本が原因だと語る。
とんねるずは1985年から1992年10月まで『オールナイトニッポン』を担当していたが、ある確執が理由で降板した。その事件についてリスナーから質問されると「宮本のせいです」と即答。
石橋によると、秋元康の映画の試写会の2次会でバブルガム・ブラザーズのブラザー・コーン（Bro.KORN）の隣にいた時に、宮本が横にやって来て「コンちゃん、コイツら（とんねるず）オレの仕事断るんだよ」と突然言い放ったのだという。当時、とんねるずは別の仕事があったため、ニッポン放送が山手線を貸し切って行うイベントのオファーを断ったが、それについて絡んできたという。
石橋は「ちょっと待って。オレたち、なーんもアンタの世話になってない。全て違う人がオレたちと組んでくれた。アンタは三宅裕司さんの番組やってた人だ。アンタには何のお世話にもなっていない。『こいつら』呼ばわりされる覚えはない」と怒ったことを冷静に明かした。
翌週、石橋は『オールナイトニッポン』のレギュラーをボイコット。相方の木梨憲武が一人でパーソナリティを務めた。
石橋は「気付くと宮本はいろんな人と揉めてた。明石家さんまさんとかも出なくなった」と、さんまとニッポン放送との確執についても宮本が原因だったことを明かし、疎遠になったと証言している。

### 明石家さんまとの確執
明石家さんまは、ニッポン放送からプロ野球中継の出演を打診された際、スケジュール上の問題で一旦は断ったが、スタッフが大阪のラジオ番組に出向いて出演を要請されたので、録音を条件に出演を承諾した。しかし、実際はプロ野球中継にさんまのコメントを差し込む形態で、それを生放送として放送したため、宮本に対して強い不信感を抱いたという。
これを契機に、高い聴取率を誇っていた番組『明石家さんまのラジオが来たゾ！東京めぐりブンブン大放送』を終了してTBSラジオへ移り、『TBSレディオクラブ』内で『明石家さんまのおしゃべりツバメ返し』を開始した。かつて巌流島で宮本武蔵と決闘した佐々木小次郎の秘技「ツバメ返し」を隠語として番組名に入れるなど、宮本への敵意と憎悪をむき出したさんまの怒りが相当であったことがわかる。
後に、宮本がニッポン放送プロジェクトへ異動して局を離れたことを機にニッポン放送と和解したさんまは、2017年4月17日に『明石家さんまオールニッポンお願い！リクエスト』に出演。1988年から実に29年ぶりにニッポン放送への出演となった。番組は高い人気となり、それ以降も不定期で放送されている。